# Ronde van Frankrijk 2006/Zeventiende etappe
De zeventiende etappe van de Ronde van Frankrijk 2006 werd verreden op 20 juli 2006 tussen St.Jean de Maurienne en Morzine over 199 km.

## Verloop
Na al heel vroeg in de aanval te zijn getrokken won Floyd Landis de laatste Alpenetappe op spectaculaire wijze. Bovendien was hij nu de topfavoriet voor de eindzege, het verschil met Pereiro bedroeg nog maar 30 seconden en Landis stond bekend als een betere tijdrijder.
Proloog ·
1e etappe ·
2e etappe ·
3e etappe ·
4e etappe ·
5e etappe ·
6e etappe ·
7e etappe ·
8e etappe ·
9e etappe ·
10e etappe ·
11e etappe ·
12e etappe ·
13e etappe ·
14e etappe ·
15e etappe ·
16e etappe ·
17e etappe ·
18e etappe ·
19e etappe ·
20e etappe
Startlijst · Eindstanden · Afbeeldingen